# ごま漬け

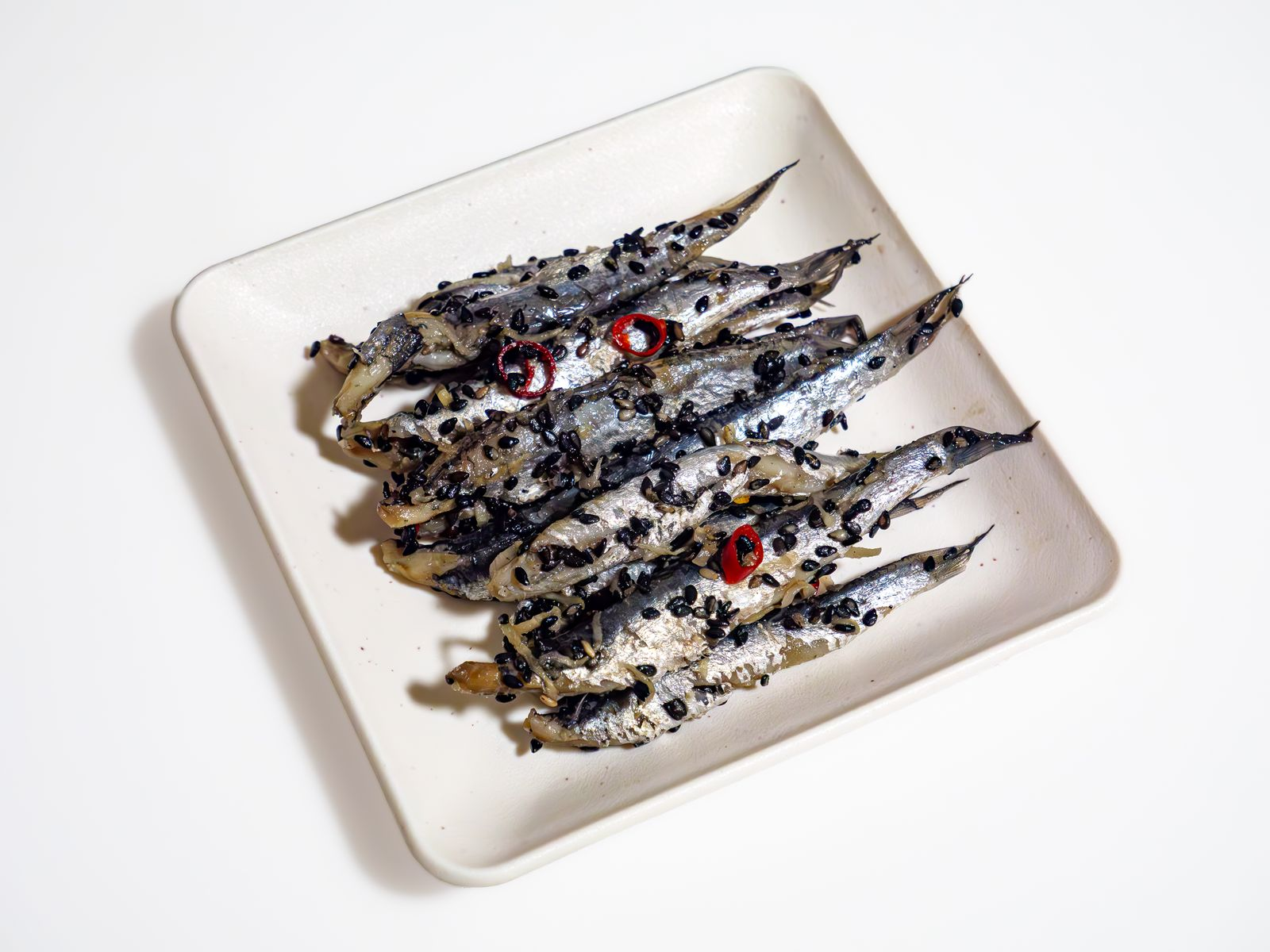
ごま漬け

ごま漬けは千葉県の主に九十九里地方で作られる郷土料理。イワシの酢漬けに胡麻をまぶして作る料理。せぐろいわしのごま漬けとも。

## 概要
日本では、イワシは平安時代から食されている日本人には馴染み深い魚であり、九十九里浜は日本最大の水揚げ高を誇り、江戸時代からイワシ漁が盛んである。しかしながら、イワシは腐敗が早く、保存期間を長くするためにさまざまな工夫がなされてきた。本料理もそういった工夫がされた料理の1つである。
九十九里浜ではカタクチイワシを「セグロイワシ」と呼んで親しんでいる。カタクチイワシの漁獲高が増える（旬となる）冬季に作られて、食される料理である。日常的におかずとして食される他、酒の肴や行事食としても親しまれている。
農林水産省が選定した農山漁村の郷土料理百選に選出されている。

## 作り方
千葉県のホームページで作り方が公開されている。
1. イワシの頭と腹わたを取り、よく水洗いをして血抜きをする。
2. 1を8～10時間、塩漬けにする。
3. 酢と砂糖と塩を合わせたものを、魚がかぶるぐらい注ぎ入れて、5～8時間漬ける。
4. ごまは炒り、しょうがとゆずの皮は細かいせん切りに、また、とうがらしは種をとって小口切りにする。
5. 3のイワシと4の材料を交互に重ね、みりんを振り入れて漬け込む。
6. 葉らん、またはササの葉で押しぶたをして、重石をする。
7. 水分を除いてから食べる。

観光協会や道の駅などで市販もされているが、家庭でも日常的に作られている。各工程の漬け時間やレシピは店ごと、家ごとに様々である。柑橘類の果汁や柚子の皮、輪切りの鷹の爪を入れることもある。他の地方ではアジやサバ、マグロなど別の魚で作ることもある。